# Super Mario Odyssey
Super Mario Odyssey (яп. スーパーマリオ オデッセイ, Sūpā Mario Odessei) — відеогра франшизи Super Mario, розроблена Nintendo EPD для платформи Nintendo Switch. Гра є тривимірним платформером, заснованим на дослідженні світу, подібним до Super Mario 64 і Super Mario Sunshine. Розробка гри почалася після завершення Super Mario 3D World в 2013 році. В ході розробки були запропоновані різні ідеї, і щоб включити їх всіх, команда вирішила використовувати унікальний ігровий процес у вигляді «пісочниці». На відміну від 3D World, Odyssey була розроблена спеціально для основної аудиторії серії. Гра була випущена в усьому світі 27 жовтня 2017 року і отримала загальне визнання від критиків, багато з яких назвали її однією з найкращих ігор цієї серії. Протягом трьох днів після її випуску гра продалася накладом понад 2 млн копій по всьому світу.

## Ігровий процес
Super Mario Odyssey ставить гравця в ролі Маріо, котрий подорожує різними землями за межами Грибного королівства. Гра повернулася до досліджень із відкритим світом, де є рівні, натхненні реальними місцями, такими як рівень Нью-Йорка «Нью-Донк Сіті». Маріо перейняв багато здібностей із класичних ігор-платформерів серії, таких як стрибки на стіну і захоплення за уступи.
Нова особливість гри — здатність Маріо кидати кепку Кеппі, яку він може використовувати як пружину, дозволяючи йому досягти більш високих уступів або перетинати довгі дистанції. Кепка також може бути кинута в декількох напрямках для атаки супротивників. Коли Кеппі кидається на певні предмети, ворогів або неігрових персонажів, Маріо може заволодіти ними, офіційно це називається «зашапкуванням», дозволяючи йому використовувати унікальні здібності. Наприклад, Маріо може зашапкувати Білла-кулю, щоб перелітати через провалля, сферу електрики, щоб піднятися вгору по електричних дротах, і танк, щоб стріляти по ворогах. Протягом всієї гри Маріо збирає монети, у тому числі унікальні для кожного королівства, котрі будуть витрачені на такі предмети, як нові капелюхи і наряди, деякі з яких необхідні для виконання певних цілей. У грі також є спільна гра, в якій другий гравець контролює Кеппі і може атакувати ворогів незалежно від Маріо..
У кожному королівстві слід зібрати вказану кількість Місяців Сили, щоб перейти у наступне королівство, а потім досягти фіналу з лиходієм Боузером на Місяці. Коли Баузер переможений, гра дозволяє гравцеві повернутися в попередні королівства і шукати ще більше Місяців Сили, котрі не можливо було добути досі. Збір достатньої кількості Місяців Сили дозволяє купувати додаткові наряди і випробувати свої сили в грі з одним життям. Існує також рівень, заснований на Грибному королівстві, зокрема замок принцеси Піч, змодельований за зразком Super Mario 64. Цей рівень також має додаткові Місяці Сили, які можна заробити, здобувши всі досягнення.
У грі є режим фото, який дозволяє гравцям обирати ракурс і зберігати зніми екрану з додатковими опціями, такими як фільтри та наклейки. Використання реальних фігурок Amiibo, що зображають Маріо, Піч і Боузера дозволяє використовувати спеціальні ігрові здібності, а також розблокувати спеціальні костюми, які в іншому випадку недоступні до тих пір, поки гравець не завершить гру і не набере достатньо сили. Інші Amiibo можна відсканувати, щоб отримати підказки щодо пошуку Місяців .
Сюжет.
Маріо б'ється з Боузером. Раптом боузер кидає Маріо, та хапає принцессу Піч. На цей раз він намагається одружитися на неї.Наша задача знайти летючий корабель,знайти луни енергії, та врятувати її